# Wełyka Doroha
Wełyka Doroha (ukr. Велика Дорога) – wieś na Ukrainie, w obwodzie czernihowskim, w rejonie nieżyńskim. W 2001 liczyła 711 mieszkańców.